# سانی هیل
سانی هِـیل (انگلیسی: Sonnie Hale؛ ‏ ۱ مهٔ ۱۹۰۲ – ۹ ژوئن ۱۹۵۹) بازیگر، کارگردان و فیلم‌نامه‌نویس اهل بریتانیا بود.
از فیلم‌هایی که وی در آن نقش داشته‌است، می‌توان به جمعه سیزدهم، همیشه‌سبز، قلبم تو را می‌خواند و قلبم ندا می‌دهد اشاره کرد.